# 蜂の巣状雲

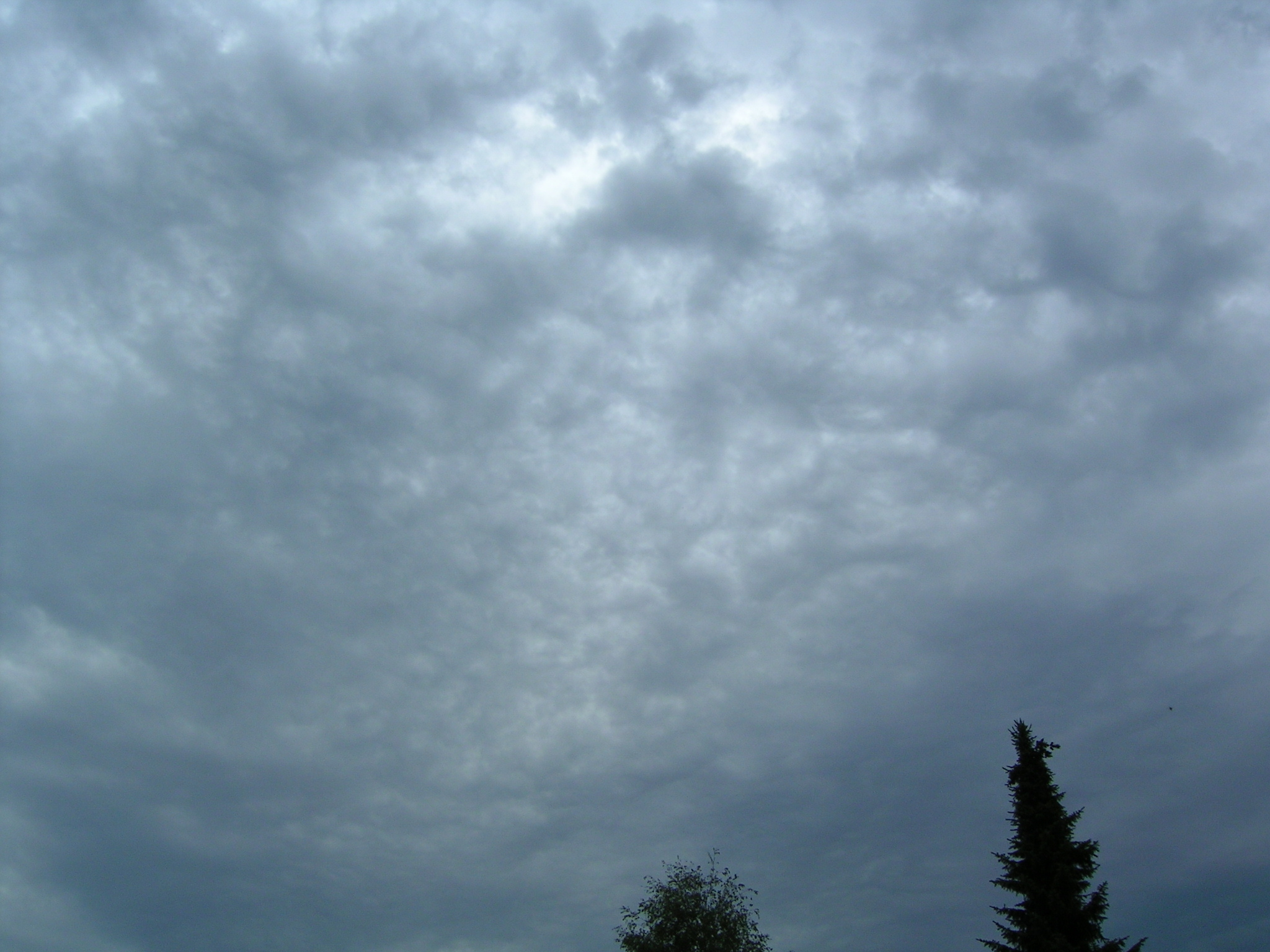
蜂の巣状高積雲

蜂の巣状雲（はちのすじょううん、ラテン語学術名:Lacunosus、略号:la）とは、雲の変種の1つで、主に上層の巻層雲や中層の高積雲に現れ、まれに下層の層積雲にも見られる。薄い雲に丸い穴が開いていて、その並びには蜂の巣や網に喩えられるような規則性がある。
水平に並ぶ雲片の集団からなる雲や一様に水平に広がる層状の雲にみられ、雲は空の色が透けるくらい薄くなっている。たいてい、それぞれの穴には房のような雲の小片がくっついている。
"lacunosus"は、ラテン語で「穴の開いた、溝のある」といった意味がある。
穴の部分には下降気流があって、雲粒が蒸発していき雲が消えている。蜂の巣状雲となった雲はしばしば雲全体が消えていく。形状は急速に変化していくため、発見する機会は少ない。
天気が比較的安定しているとき、また晴れ・回復に向かうときによくみられる。
関連する雲形に、雲に大きな丸い穴が開いたcavumがあり、こちらは部分的に特徴のある雲（副変種）である。同じ十種雲形に現れる。